# Campeonato Cipriota de Futebol
A Protáthlima A΄ Katigorías (Πρωτάθλημα Α΄ Κατηγορίας; pt: Primeira Divisão Cipriota) é o mais importante campeonato de futebol da ilha de Chipre. 
Em Fevereiro de 2025, ocupa a 19ª colocação entre as 55 ligas de maior coeficiente de competitividade no ranking da UEFA. Leva em conta o desempenho das equipes nas competições europeias nos últimos 5 anos.

## Formato
Atualmente, 14 clubes competem na liga, no tradicional formato todos-contra-todos em turno e returno, totalizando 26 jogos para cada clube.

### Disputa do título
Ao final das 26 rodadas, os 6 primeiros avançam para disputar o título. Nesta fase serão jogadas 10 partidas e a equipe que terminar com mais pontos será declarada campeã.
Partidas jogadas: 36 

### Rebaixamento
Os 8 clubes restantes jogarão entre si, totalizando 14 partidas. Os três últimos colocados serão rebaixados e substituídos pelos três primeiros colocados da Segunda Divisão.
Partidas jogadas: 40
Observação: em ambas fases, a pontuação da fase anterior permanece.

### Competições Europeias
Atualmente, a liga tem uma vaga na Liga dos Campeões da UEFA. O campeão entra na Segunda fase pré-eliminatória. O vice-campeão e terceiro lugar entram na fase de Qualificação da Liga Conferência da UEFA.

## História

### Inicio
O futebol foi introduzido no Chipre no começo do Século XX pelos britânicos. Inicialmente praticado em escolas, logo se tornou popular e um grande número de clubes surgiu.
Desde 1911, quando o Anorthosis Famagusta FC foi fundado, vários clubes se formaram e, em 1932, o Campeonato Cipriota começou, não-oficialmente. A cada temporada, um clube diferente organizava a competição, o que causou alguns conflitos entre times.

### Era oficial
Quando o futebol ficou mais organizado, os clubes se uniram e formaram a Associação de Futebol do Chipre, que passou a organizar o campeonato nacional. Os anos 30 foram dominados pelo APOEL FC, que foi pentacampeão consecutivo até 1940. O campeonato cipriota foi interrompido entre 1941 e 1945 pela II Guerra Mundial e, logo depois, houve a Guerra Civil Grega, que causou uma onda de fanatismo entre os gregos. Como a maioria da população cipriota é de origem grega, essa guerra também afetou os esportes no país. Em 1955, os clubes de origem turca (mais presentes no norte do país), fundaram a Federação de Futebol do Chipre Turco, que passou a organizar um campeonato próprio.
Após a independência em 1960, o Chipre passou a integrar a UEFA em 1962, e, em 1963, os clubes cipriotas passaram a competir em campeonatos continentais. Na temporada 1963-1964, o campeonato foi interrompido devido a conflitos entre greco-cipriotas e turco-cipriotas.

## Equipes

### Equipes 2022–23
| Clube                    | Cidade                   | época 2021–22        |
| ------------------------ | ------------------------ | -------------------- |
| AEK Larnaca              | Larnaca                  | 2º                   |
| AEL Limassol             | Limassol                 | 8º                   |
| Akritas Chlorakas        | Chloraka, Paphos         | Promovido da 2ª Div. |
| Anorthosis               | Larnaca                  | 5º                   |
| APOEL                    | Nicósia                  | 3º                   |
| Apollon Limassol         | Limassol                 | 1º                   |
| Aris Limassol            | Limassol                 | 4º                   |
| Doxa Katokopia           | Katokopia, Nicósia       | 10º                  |
| Enosis Neon Paralimni FC | Paralimni, Famagusta     | Promovido da 2ª Div. |
| APK Karmiotissa          | Pano Polemidia, Limassol | Promovido da 2ª Div. |
| Nea Salamina             | Famagusta                | Promovido da 2ª Div. |
| Olympiakos Nicosia       | Nicósia                  | 9º                   |
| Omonia                   | Nicósia                  | 7º                   |
| Pafos FC                 | Paphos                   | 6º                   |

## Campeões
| Temporada | Campeão (títulos)                                               | Vice                                                            |
| --------- | --------------------------------------------------------------- | --------------------------------------------------------------- |
| 1934–35   | Trust (1)                                                       | Çetinkaya Türk                                                  |
| 1935–36   | APOEL (1)                                                       | Trust                                                           |
| 1936–37   | APOEL (2)                                                       | Trust                                                           |
| 1937–38   | APOEL (3)                                                       | Trust                                                           |
| 1938–39   | APOEL (4)                                                       | EPA Larnaca                                                     |
| 1939–40   | APOEL (5)                                                       | Pezoporikos Larnaca                                             |
| 1940–41   | AEL Limassol (1)                                                | APOEL                                                           |
| 1941–44   | Suspenso devido à Segunda Guerra Mundial                        | Suspenso devido à Segunda Guerra Mundial                        |
| 1944–45   | EPA Larnaca (1)                                                 | APOEL                                                           |
| 1945–46   | EPA Larnaca (2)                                                 | APOEL                                                           |
| 1946–47   | APOEL (6)                                                       | EPA Larnaca                                                     |
| 1947–48   | APOEL (7)                                                       | AEL Limassol                                                    |
| 1948–49   | APOEL (8)                                                       | Anorthosis Famagusta                                            |
| 1949–50   | Anorthosis Famagusta (1)                                        | EPA Larnaca                                                     |
| 1950–51   | Çetinkaya Türk (1)                                              | APOEL                                                           |
| 1951–52   | APOEL (9)                                                       | EPA Larnaca                                                     |
| 1952–53   | AEL Limassol (2)                                                | Pezoporikos Larnaca                                             |
| 1953–54   | Pezoporikos Larnaca (1)                                         | APOEL                                                           |
| 1954–55   | AEL Limassol (3)                                                | Pezoporikos Larnaca                                             |
| 1955–56   | AEL Limassol (4)                                                | APOEL                                                           |
| 1956–57   | Anorthosis Famagusta (2)                                        | Pezoporikos Larnaca                                             |
| 1957–58   | Anorthosis Famagusta (3)                                        | Pezoporikos Larnaca                                             |
| 1958–59   | Não disputado                                                   | Não disputado                                                   |
| 1959–60   | Anorthosis Famagusta (4)                                        | Omonia                                                          |
| 1960–61   | Omonia (1)                                                      | Anorthosis Famagusta                                            |
| 1961–62   | Anorthosis Famagusta (5)                                        | Omonia                                                          |
| 1962–63   | Anorthosis Famagusta (6)                                        | APOEL                                                           |
| 1963–64   | Campeonato abandonado                                           | Campeonato abandonado                                           |
| 1964–65   | APOEL (10)                                                      | Olympiakos Nicosia                                              |
| 1965–66   | Omonia (2)                                                      | Olympiakos Nicosia                                              |
| 1966–67   | Olympiakos Nicosia (1)                                          | APOEL                                                           |
| 1967–68   | AEL Limassol (5)                                                | Omonia                                                          |
| 1968–69   | Olympiakos Nicosia (2)                                          | Omonia                                                          |
| 1969–70   | EPA Larnaca (3)                                                 | Pezoporikos Larnaca                                             |
| 1970–71   | Olympiakos Nicosia (3)                                          | Digenis Morphou                                                 |
| 1971–72   | Omonia (3)                                                      | EPA Larnaca                                                     |
| 1972–73   | APOEL (11)                                                      | Olympiakos Nicosia                                              |
| 1973–74   | Omonia (4)                                                      | Pezoporikos Larnaca                                             |
| 1974–75   | Omonia (5)                                                      | Enosis Neon Paralimni                                           |
| 1975–76   | Omonia (6)                                                      | APOEL                                                           |
| 1976–77   | Omonia (7)                                                      | APOEL                                                           |
| 1977–78   | Omonia (8)                                                      | APOEL                                                           |
| 1978–79   | Omonia (9)                                                      | APOEL                                                           |
| 1979–80   | APOEL (12)                                                      | Omonia                                                          |
| 1980–81   | Omonia (10)                                                     | APOEL                                                           |
| 1981–82   | Omonia (11)                                                     | Pezoporikos Larnaca                                             |
| 1982–83   | Omonia (12)                                                     | Anorthosis Famagusta                                            |
| 1983–84   | Omonia (13)                                                     | Apollon Limassol                                                |
| 1984–85   | Omonia (14)                                                     | APOEL                                                           |
| 1985–86   | APOEL (13)                                                      | Omonia                                                          |
| 1986–87   | Omonia (15)                                                     | APOEL                                                           |
| 1987–88   | Pezoporikos Larnaca (2)                                         | APOEL                                                           |
| 1988–89   | Omonia (16)                                                     | Apollon Limassol                                                |
| 1989–90   | APOEL (14)                                                      | Omonia                                                          |
| 1990–91   | Apollon Limassol (1)                                            | Anorthosis Famagusta                                            |
| 1991–92   | APOEL (15)                                                      | Anorthosis Famagusta                                            |
| 1992–93   | Omonia (17)                                                     | Apollon Limassol                                                |
| 1993–94   | Apollon Limassol (2)                                            | Anorthosis Famagusta                                            |
| 1994–95   | Anorthosis Famagusta (7)                                        | Omonia                                                          |
| 1995–96   | APOEL (16)                                                      | Anorthosis Famagusta                                            |
| 1996–97   | Anorthosis Famagusta (8)                                        | Apollon Limassol                                                |
| 1997–98   | Anorthosis Famagusta (9)                                        | Omonia                                                          |
| 1998–99   | Anorthosis Famagusta (10)                                       | Omonia                                                          |
| 1999–2000 | Anorthosis Famagusta (11)                                       | Omonia                                                          |
| 2000–01   | Omonia (18)                                                     | Olympiakos Nicosia                                              |
| 2001–02   | APOEL (17)                                                      | Anorthosis Famagusta                                            |
| 2002–03   | Omonia (19)                                                     | Anorthosis Famagusta                                            |
| 2003–04   | APOEL (18)                                                      | Omonia                                                          |
| 2004–05   | Anorthosis Famagusta (12)                                       | APOEL                                                           |
| 2005–06   | Apollon Limassol (3)                                            | Omonia                                                          |
| 2006–07   | APOEL (19)                                                      | Omonia                                                          |
| 2007–08   | Anorthosis Famagusta (13)                                       | APOEL                                                           |
| 2008–09   | APOEL (20)                                                      | Omonia                                                          |
| 2009–10   | Omonia (20)                                                     | APOEL                                                           |
| 2010–11   | APOEL (21)                                                      | Omonia                                                          |
| 2011–12   | AEL Limassol (6)                                                | APOEL                                                           |
| 2012–13   | APOEL (22)                                                      | Anorthosis Famagusta                                            |
| 2013–14   | APOEL (23)                                                      | AEL Limassol                                                    |
| 2014–15   | APOEL (24)                                                      | AEK Larnaca                                                     |
| 2015–16   | APOEL (25)                                                      | AEK Larnaca                                                     |
| 2016–17   | APOEL (26)                                                      | AEK Larnaca                                                     |
| 2017–18   | APOEL (27)                                                      | Apollon Limassol                                                |
| 2018–19   | APOEL (28)                                                      | AEK Larnaca                                                     |
| 2019–20   | O campeonato não foi concluído em razão da pandemia de covid-19 | O campeonato não foi concluído em razão da pandemia de covid-19 |
| 2020–21   | Omonia (21)                                                     | Apollon Limassol                                                |
| 2021–22   | Apollon Limassol (4)                                            | AEK Larnaca                                                     |
| 2022–23   | Aris Limassol (1)                                               | APOEL                                                           |
| 2023–24   | APOEL (29)                                                      | AEK Larnaca                                                     |
| 2024–25   | Pafos (1)                                                       | Aris Limassol                                                   |

## Títulos por clube
| Clube                  | Campeão | Vice-Campeão | Ano |
| ---------------------- | ------- | ------------ | --- |
| APOEL FC               | 29      | 21           | 1936, 1937, 1938, 1939, 1940, 1947, 1948, 1949, 1952, 1965, 1973, 1980, 1986, 1990, 1992, 1996, 2002, 2004, 2007, 2009, 2011, 2013, 2014, 2015, 2016, 2017, 2018, 2019, 2024 |
| AC Omonia Nicosia      | 21      | 16           | 1961, 1966, 1972, 1974, 1975, 1976, 1977, 1978, 1979, 1981, 1982, 1983, 1984, 1985, 1987, 1989, 1993, 2001, 2003, 2010, 2021                                                 |
| Anorthosis Famagusta   | 13      | 10           | 1950, 1957, 1958, 1960, 1962, 1963, 1995, 1997, 1998, 1999, 2000, 2005, 2008                                                                                                 |
| AEL Limassol           | 6       | 2            | 1941, 1953, 1955, 1956, 1968, 2012 |
| Apollon Limassol       | 4       | 5            | 1991, 1994, 2006, 2022 |
| EPA Larnaca            | 3       | 5            | 1945, 1946, 1970 |
| Olympiakos Nicósia     | 3       | 4            | 1967, 1969, 1971 |
| Pezoporikos Larnaca FC | 2       | 8            | 1954, 1988 |
| Trast AC               | 1       | 3            | 1935 |
| Çetinkaya Türk SK      | 1       | 1            | 1951 (Actualmente na Liga Birinci, no Chipre do Norte) |
| Aris Limassol          | 1       | 1            | 2023 |
| Pafos                  | 1       | -            | 2025 |
| AEK Larnaca FC         | -       | 5            | ----- |
| Digenis Morphou        | -       | 1            | ----- |
| Enosis Neon Paralimni  | -       | 1            | ----- |

[carece de fontes?]